# Нахичеванская детская железная дорога
Нахичева́нская де́тская желе́зная доро́га (азерб. Naxçivan Uşaq Dəmir Yolu) — детская железная дорога (ДЖД) в городе Нахичевань Нахичеванской Автономной Республики Азербайджана. Построена и введена в эксплуатацию в 1978 году. Находилась в одном из городских парков Нахичевани.

## Общие данные
Протяжённость дороги составляла около 700 метров (по другим данным максимальная длина дороги составляла 1,6 километра).
На дороге имелись две станции: «Дворец Пионеров» и Спортивная" (по другим данным одна из станций носила название «Гянджлик» (Молодость)), а также одна платформа — «Советабад».
Подвижной состав состоял из 2-х тепловозов ТУ2, и одного ТУ7, а также трёх пассажирских вагонов.

## История
Первыми тепловозами, полученными Нахичеванской ДЖД, были ТУ2-206, 182, три вагона Pafawag были получены от Бакинской ДЖД, позднее тепловоз ТУ2-206 был отправлен на Бакинскую ДЖД, взамен него дорога получила ранее эксплуатировавшийся на Бакинской ДЖД, тепловоз ТУ2-099. В 1987 году, дорога получила новый тепловоз ТУ7-0204, которая поступила на Бакинскую ДЖД, а затем была передана на Нахичеванскую ДЖД.
Нахичеванская ДЖД была самой южной детской железной дорогой в СССР.
В 2000 году дорога была закрыта.